# Thomas Callister Hales
Thomas Callister Hales (sinh ngày 4 tháng 6 năm 1958) là một nhà toán học người Mỹ làm việc với chương trình Langlands. Trong lĩnh vực này, ông đã chứng minh được một trường hợp đặc biệt của bổ đề cơ bản cho nhóm Sp4. Nhiều ý tưởng của ông sau này đã được sử dụng để hoàn thiện chứng minh cuối cùng do Ngô Bảo Châu tìm ra. Ông nổi tiếng vì chứng minh được giả thuyết Kepler, một bài toán hàng thế kỷ chưa có lời giải trong hình học rời rạc. Ông cũng là người chứng minh giả thuyết Tổ ong.

## Giáo dục
Hales nhận bằng tiến sĩ tại đại học Princeton.

## Sự nghiệp toán học
Hales, trước đây ở đại học Michigan, bây giờ là giáo sư Mellon về toán ở đại học Pittsburgh, ủng hộ việc hình thức hóa toán học để đảm bảo tính chặt chẽ trong một kỷ nguyên khi mà các chứng minh trở nên ngày càng phức tạp và máy tính dần trở nên cần thiết trong việc xác minh tính đúng đắn của các chứng minh. Dự án gần đây của Hales, có tên dự án Flyspeck, nhằm hình thức hóa chứng minh của ông cho giả thuyết Kepler sử dụng phần mềm chứng minh định lý HOL-Light.
Vào năm 2012, ông trở nhà hội viên hội toán học Mỹ (fellow of the American Mathematical Society).